# Litteraturåret 1999

## Händelser
- 24 augusti – Harry Potter och de vises sten, i översättning av Lena Fries-Gedin, ges för första gången ut på svenska.  Det är J.K. Rowlings första bok om Harry Potter, som gavs ut två år tidigare i Storbritannien.
- 24 december – Boken är "årets julklapp" i Sverige[1].
- okänt datum – Den svenska barnboksförfattarinnan Astrid Lindgren utses till "Århundradets svensk" i Expressen[2].

## Priser och utmärkelser
- Nobelpriset – Günter Grass, Tyskland[3]
- Augustpriset
  - Skönlitterär bok – P.O. Enquist för Livläkarens besök (Norstedts Förlag)
  - Fackbok – Jan Svartvik för Engelska – öspråk, världsspråk, trendspråk (Norstedts Ordbok)
  - Barn- och ungdomsbok – Stefan Casta för Spelar död (Opal)
- ABF:s litteratur- & konststipendium – Jila Mossaed
- Afrikas röst – Yvonne Vera (Zimbabwe)
- Aftonbladets litteraturpris – Malin Lindroth
- Aniarapriset – Birgitta Stenberg
- Astrid Lindgren-priset – Per Nilsson
- Bellmanpriset – Bruno K. Öijer
- BMF-plaketten – P.O. Enquist för Livläkarens besök
- BMF-Barnboksplaketten – Moni Nilsson-Brännström och Pija Lindenbaum för Tsatsiki och kärleken
- Dan Andersson-priset – Eva Norberg
- De Nios Stora Pris – Sigrid Combüchen
- De Nios Vinterpris – Per Helge, Märta Tikkanen, Bengt Söderbergh och Begnt Berg
- De Nios översättarpris – Dan Shafran, Inger Johansson och Margaretha Holmqvist
- Doblougska priset – Kristina Lugn och Ole Söderström, Sverige samt Åse-Marie Nesse och Jon Fosse, Norge
- Elsa Thulins översättarpris – Ulla Roseen
- Emil-priset – Barbro Lindgren
- Gerard Bonniers pris – Torgny Lindgren
- Gerard Bonniers essäpris – Birgit Munkhammar
- Gerard Bonniers lyrikpris – Rolf Aggestam
- Gleerups skönlitterära pris – Björn Ranelid
- Gun och Olof Engqvists stipendium – Gunnar D. Hansson
- Gustaf Frödings stipendium – Inger Edelfeldt
- Gustaf Fröding-sällskapets lyrikpris – Arne Johnsson
- Göteborgs-Postens litteraturpris – Magnus Hedlund
- Göteborgs Stads författarstipendium – Lina Ekdahl, Marie Hermanson, Robert Kangas, Kennet Klemets och Fredrik Nyberg
- Hedenvind-plaketten – Kerstin Thorvall
- Ivar Lo-priset – Peter Mosskin
- John Landquists pris – Svante Nordin
- Kallebergerstipendiet – Mare Kandre
- Karin Boyes litterära pris – Marie Lundquist
- Karl Vennbergs pris – Eva Runefelt
- Katapultpriset – Mirja Unge för Det var ur munnarna orden kom
- Kellgrenpriset – Torsten Ekbom
- Kulla-Gulla-priset – Ann-Madeleine Gelotte
- Kungliga priset – Lennart Hellsing
- Letterstedtska priset för översättningar – Håkan Rehnberg och Hans Ruin för översättningen av Herakleitos Fragment
- Lotten von Kræmers pris – Sven Lindqvist
- Lundequistska bokhandelns litteraturpris – Jan Fridegårds författarskap
- Lydia och Herman Erikssons stipendium – Peter Kihlgård
- Moa-priset – Elsie Johansson
- Nordiska rådets litteraturpris – Pia Tafdrup, Danmark för diktsamlingen Dronningeporten
- Pilotpriset – Sara Lidman
- Polonipriset – Aino Trosell
- Samfundet De Nios Astrid Lindgren-pris – Lars Furuland
- Samfundet De Nios Särskilda pris – Lars Bergquist  och Ulla Isaksson
- Schückska priset – Per Rydén
- Signe Ekblad-Eldhs pris – Per Holmer
- Stiftelsen Selma Lagerlöfs litteraturpris – Kristina Lugn
- Stig Carlson-priset – Mats Söderlund
- Stig Sjödinpriset – Fredrik Ekelund
- Stipendium till Harry Martinsons minne – Ingrid Arvidsson
- Studieförbundet Vuxenskolans författarpris – Åke Edwardson
- Svenska Akademiens nordiska pris – Klaus Rifbjerg, Danmark
- Svenska Akademiens tolkningspris – Milan Richter
- Svenska Akademiens översättarpris – Lars W Freij
- Svenska Dagbladets litteraturpris – Per Odensten för En lampa som gör mörker
- Sveriges Radios Romanpris – Magnus Florin för Syskonen
- Sveriges Radios Lyrikpris – Bruno K. Öijer
- Tegnérpriset – Göran Tunström
- Tidningen Vi:s litteraturpris – Magnus Carlbring
- Tollanderska priset – Märta Tikkanen
- Tucholskypriset – Flora Brovina, Kosovo
- Övralidspriset – Agneta Pleijel

## Nya böcker

### 0 – 9
- 100 oumbärliga seriealbum av Fredrik Strömberg

### A – G
- Belgaraths dotter av David Eddings
- Berts bokslut av Anders Jacobsson och Sören Olsson[4]
- Bestiarium av Mare Kandre
- Bibel 2000'[5]
- Briefe an Hartmut 1974-1975 av Rolf Dieter Brinkmann
- Delat byte – High Five av Janet Evanovich
- Döden är en man av Per Lindeberg
- Emilia hos dagmamman av Anna Dunér
- Emilia hos doktorn av Anna Dunér
- Emilia och klädträdet av Anna Dunér
- En ovanligt torr sommar - In a Dry Season av Peter Robinson
- Ett fönster i New York av Ethan Hawke
- Fittstim[6]
- Guds barmhärtighet av Kerstin Ekman

### H – N
- Harry Potter och fången från Azkaban av J.K. Rowling
- Hemliga litterära världsakademin: Kärlekens dårar av Torbjörn Säfve
- Hertiginnan av Erat av David Eddings
- Häxan av Jan Mårtenson
- I Brokiga Blads vatten av Torgny Lindgren
- Korallen av Katarina Frostenson
- Livläkarens besök av P.O. Enquist[6]
- Norra Vasa 133 av Ola Larsmo

### O – U
- Oskuldens minut av Sara Lidman
- Oskyld av Åsa Ericsdotter
- Panelhönan av Björn Hellberg
- På diabilden är huvudet proppfullt av lycka av Catharina Gripenberg
- Razgovori av Dejan Stojanović[7]
- Sireners sång av Nina Björk
- Stoft av ett stoftkorn, samlade dikter 1979–1999 av Ernst Brunner
- Stämma i havet av Stewe Claeson
- Sune och klantpappan av Anders Jacobsson och Sören Olsson[8]
- Svarta Björn – Legend och verklighet av Jan-Erik Johansson
- Svarta tornet av Robert Jordan
- Så grydde hämndens timme av John Marsden
- Tempelriddaren av Jan Guillou
- Timbuktu av Paul Auster
- Underkastelsens sötma av Amélie Nothomb

### V – Ö
- Var det bra så? av Lena Andersson[6]
- Vindarnas skål av Robert Jordan
- Windy berättar av Lars Gustafsson
- Öppet hav av Annika Thor

## Avlidna
- 16 januari – John Einar Åberg, 90, svensk författare och översättare.
- 7 februari – Lars Molin, 58, svensk författare.
- Mars  – Barbro Backberger, 66, svensk journalist och författare.
- 10 maj – Hans O. Granlid, 72, svensk författare och litteraturvetare.
- 2 juli – Mario Puzo, 78, amerikansk författare.
- 28 juli – Bengt Forsberg, 77, svensk bokförläggare.[9]
- 7 augusti – Teddy Gummerus, 59, svensk författare, kulturjournalist och litteraturkritiker.
- 21 september – Eric Palmquist, 91, svensk illustratör.[9]
- 18 november – Paul Bowles, 89, amerikansk författare och kompositör.
- 10 december – Ed Dorn, 70, amerikansk poet.
- 12 december – Joseph Heller, 76, amerikansk författare.

### Fotnoter
1. ↑  "Årets julklapp" i Sverige Arkiverad 22 januari 2011 hämtat från the Wayback Machine.
2. ↑  ”Astrid Lindgren”. http://www.astridlindgren.se/mer-fakta/utvalda-artal. Läst 21 mars 2011.
3. ↑  ”Nobelpriset i litteratur”. https://www.nobelprize.org/prizes/lists/all-nobel-prizes-in-literature/. Läst 20 mars 2011.
4. ↑  Bert Arkiverad 19 oktober 2011 hämtat från the Wayback Machine.
5. ↑   När Var Hur 2001. DN
6. 1 2 3  Gradvall, Nordström, Nordström, Rabe, Jan, Björn, Ulf, Anina. Tusen svenska klassiker. Norstedts Förlagsgrup. Läst 12
7. ↑  Webbplatsen Razgovori av Dejan Stojanović på Open Library
8. ↑  Sune Arkiverad 19 oktober 2011 hämtat från the Wayback Machine.
9. 1 2   När Var Hur 2000. Forum